# موزه شیخ صفی الدین اردبیلی
این موزه به دسته بندی زیر تقسم می‌شود:
- بقعه شیخ صفی‌الدین اردبیلی
- آرامگاه شیخ صفی‌الدین اردبیلی
- موزه چینی خانه
- موزه سنگ و کتابخانه تخصصی بقعه شیخ صفی اردبیلی
- موزه تخصصی باستان‌شناسی